# Beriša (Glogovac)
Pour les articles homonymes, voir Beriša.
Berishë en albanais et Beriša en serbe latin (en serbe cyrillique : Бериша) est une localité du Kosovo située dans la commune/municipalité de Gllogoc/Glogovac, district de Pristina (Kosovo) ou district de Kosovo (Serbie). Selon le recensement kosovar de 2011, elle compte 136 habitants, tous albanais.
Selon le découpage administratif du Kosovo, la localité fait partie de la commune/municipalité de Malishevë/Mališevo, dans le district de Prizren.

## Histoire
Dans le village, l'ancien hôpital des Partisans yougoslaves de Tito, qui a fonctionné pendant la Seconde Guerre mondiale, est proposé pour une inscription sur la liste des monuments culturels du Kosovo.

## Démographie

### Évolution historique de la population dans la localité
| 1948 | 1953 | 1961 | 1971 | 1981 | 1991 | 2011 |
| ---- | ---- | ---- | ---- | ---- | ---- | ---- |
| 102  | 111  | 107  | 322  | 337  | 355  | 136  |

|  |